# Trifolium berytheum
Trifolium berytheum är en ärtväxtart som beskrevs av Pierre Edmond Boissier och Emanuel Blanche. Trifolium berytheum ingår i släktet klövrar, och familjen ärtväxter. Inga underarter finns listade i Catalogue of Life.